# Світлотінь

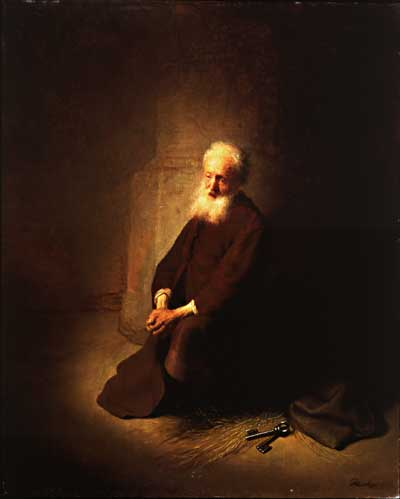
Картина Рембрандта «Святий Петро у в'язниці», що ілюструє явище світлотіні.

Світлотінь — спостережуване на поверхні об'єкта розподілення освітленості, що створює шкалу яскравостей.

## Опис
Світло в образотворчому мистецтві, фотографії та кінематографі є одним з основних образотворчих засобів: від умов освітлення залежить передача форми, об'єму, фактури об'єкта та глибини простору. Об'єкт візуально сприймається тільки тоді, коли він освітлений, тобто коли на його поверхні утворюється світлотінь через різний ступінь освітленості.
В залежності від положення об'єкта щодо джерела світла, виду (фактури), кольору його поверхні та інших факторів світлотінь буде мати ту чи іншу яскравість. Розрізняють наступні елементи світлотіні:
- світла — поверхні, яскраво освітлені джерелом світла;
- відблиск — світлова пляма на яскраво освітленій опуклій чи пласкій глянцевій поверхні, коли на ній є ще й дзеркальне відбиття;
- тіні — неосвітлені або слабо освітлені ділянки об'єкта. Тіні на неосвітленій стороні об'єкта називаються власними, а такі тіні, що відкидаються об'єктом на інші поверхні — падаючими;
- півтінь — слабка тінь, що виникає, коли об'єкт освітлений кількома джерелами світла. Вона також утворюється на поверхні, зверненої до джерела світла під невеликим кутом;
- рефле́кс — слабка світла пляма в області тіні, утворена промінням, відбитим від поруч розташованих об'єктів.

Елементи світлотіні в об'єкта та фотографічного зображення часто називають тона́ми. Таким чином, відблиск являє собою найяскравіший тон, а тінь — найменш яскравий.
Око людини розрізняє значну кількість тонів. Чим ширша шкала тонів, тим менше вони відрізняються за яскравістю один від одного, тим менше контрастним сприймається об'єкт; чим вона вужча, тем більшими будуть відмінності яскравостей між тонами, тим більш контрастним буде об'єкт.
Фотографічне зображення має менше тонів, ніж об'єкт. Коли воно складається з 50 та більше тонів від білого до чорного, то сприймається як неконтрастне, м'яке, тому що відмінності між тонами будуть незначними.